# Triángulo dramático de Karpman
El triángulo dramático de Karpman es un modelo psicológico y social de la interacción humana en el análisis transaccional, descrito por primera vez por Stephen Karpman, en su artículo de 1968 "Fairy Tales and Script Drama Analysis". El modelo de triángulo dramático se utiliza en la psicología y la psicoterapia.

## Las 3 funciones
El modelo propone tres papeles habituales psicológicos (o juegos de rol) que la gente suele tomar en una situación:
- La persona que se considera, o acepta el papel de víctima.
- La persona que coacciona a las presiones, o persigue a la víctima
- El socorrista, o rescatador que interviene, aparentemente con un deseo de ayudar al más débil, o mejorar la situación.